# Баланс нафти (газу)
Баланс нафти (газу) (рос. баланс нефти (газа); англ. balance of oil (gas); нім. Erdölbilanz f, Erdgasbilanz f) — система показників, що характеризують видобуток палива, з одного боку, та його використання і розподіл між споживачами, з іншого. Всі розрахунки проводяться однаково для нафти і газу за такими формулами: для нафти Qз.п. + Qв + Qп.з = Qз.с + Qн.т + Qт.в + Qв.т + Qз.к;
для газу Qв + Qп.з = Qз.с + Qн.т + Qт.в + Qв.т,
де Qз.п — запаси нафти і газового конденсату в резервуарах на початок періоду; Qв — видобуток відповідного виду палива; Qп.з — надходження палива збоку; Qз.с — здача відповідного виду палива споживачеві; Qн.т — нетоварні витрати палива; Qт.в — товарні витрати палива; Qз.к — залишки нафти і газового конденсату в резервуарах та нафтопроводах під кінець періоду; Qв.т — технологічні втрати.